# Casa do Dr. Heitor Guedes Mello
A Casa do Dr. Heitor Guedes Mello é uma edificação localizada em Valença, município do estado brasileiro da Bahia. Foi tombada pelo Instituto do Patrimônio Artístico e Cultural da Bahia (IPAC) em 2001, através do processo de número 003.
Casa que pertenceu ao médico Dr. Heitor Guedes de Mello, construída no fim do século XIX. Foi tombado pelo IPAC em 2001, recebendo tombo de bens imóveis. É de propriedade privada e utilizada atualmente como residência.